# Yaeko Mizutani
Yaeko Mizutani (水谷八重子, Mizutani Yaeko) est une actrice et chanteuse japonaise, née le 16 avril 1939, à Tokyo, au Japon.

## Biographie
Yaeko Mizutani naît le 16 avril 1939, à Tokyo, au Japon. Elle est la fille aînée du couple d'acteurs Morita Kan'ya XIV et Yaeko Mizutani (ja),. En 1955, elle commence sa carrière d'artiste en tant que chanteuse de jazz. La même année, elle adopte, à côté de son nom de famille Yoshie Matsuno, le nom de scène Yoshie Mizutani, pour son entrée dans le milieu du shinpa,,. En 1995, elle devient Yaeko Mizutani, deuxième du nom.

### Vie privée
Yaeko Mizutani s'est mariée en mai 1959 au batteur de jazz Hideo Shiraki (ja). Le couple divorce en mai 1963.

## Filmographie
Yaeko Mizutani a tourné dans 58 films entre 1957 et 1969.
- 1957 : Aoi sanmyaku: Shinko no maki (青い山脈 新子の巻?) de Shūe Matsubayashi
- 1957 : Zoku aoi sanmyaku: Yukiko no maki (続青い山脈 雪子の巻?) de Shūe Matsubayashi
- 1958 : Akutoku (悪徳?) de Shin Saburi
- 1958 : Yajikita dōchūki (弥次喜多道中記?) de Yasuki Chiba
- 1958 : Entotsu musume  (煙突娘?) d'Akira Maeda
- 1959 : Yoru no haiyaku (夜の配役?) de Kōzō Saeki
- 1959 : Mikon (未婚?) de Shunkai Mizuho (ja)
- 1959 : Méthode d'élevage des hommes (男性飼育法, Dansei shiikuhō?) de Shirō Toyoda
- 1959 : La Princesse enchantée (初春狸御殿, Hatsuharu tanuki goten?) de Keigo Kimura
- 1960 : Zenigata Heiji no torimonoko: Bijingumō (銭形平次捕物控 美人蜘蛛?) de Kenji Misumi
- 1960 : Le Gars des vents froids (からっ風野郎, Karakkaze yarō?) de Yasuzō Masumura
- 1960 : Courant du soir (夜の流れ, Yoru no nagare?) de Mikio Naruse et Yūzō Kawashima : Kintaro, une geisha
- 1960 : Meurtre à Yoshiwara (花の吉原百人斬り, Hana no Yoshiwara hyaku-nin giri?) de Tomu Uchida : Tamatsuru
- 1960 : Oden jigoku (お伝地獄?) de Keigo Kimura
- 1960 : Ā jonan (ああ女難?) de Toshio Sugie
- 1961 : Kaze to kumo to toride (風と雲と砦?) de Kazuo Mori
- 1961 : L'Homme qui ne vécut que pour aimer (好色一代男, Kōshoku ichidai otoko?) de Yasuzō Masumura
- 1961 : Okesa utaeba (おけさ唄えば?) de Kazuo Mori
- 1961 : Atomikku no obon: Surimasuwayo no maki (アトミックのおぼん スリますわヨの巻?) de Kōzō Saeki
- 1961 : Sakurada mon (桜田門?) de Masateru Nishiyama
- 1961 : Atomikku no obon: Onna oyabun taiketsu no maki (漫画横丁 アトミックのおぼん 女親分対決の巻?) de Kōzō Saeki
- 1961 : Yoru wa iji waru (夜はいじわる?) de Shigeo Tanaka
- 1961 : Kōgen bokujō no kettō (荒原牧場の決闘?) de Shōichi Shimazu
- 1961 : Himaraya mushuku: Shinzō yaburi no yarō-domo (ヒマラヤ無宿 心臓破りの野郎ども?) de Shigehiro Ozawa
- 1961 : Akumyō (悪名?) de Tokuzō Tanaka
- 1961 : Le Nouveau roman de Genji (新源氏物語, Shin Genji monogatari?) de Kazuo Mori
- 1961 : Zoku akumyō (続悪名?) de Tokuzō Tanaka
- 1961 : Hana no kyōdai (花の兄弟?) de Kazuo Ikehiro
- 1962 : Hatamoto taikutsu otoko: Nazo no sango yashiki (旗本退屈男 謎の珊瑚屋敷?) de Nobuo Nakagawa
- 1962 : Sakura hōgan (さくら判官?) de Shigehiro Ozawa
- 1962 : Trois générations de Sakazuki (三代の盃, Sandai no Sakazuki?) de Kazuo Mori
- 1962 : Démangeaisons (爛, Tadare?) de Yasuzō Masumura
- 1962 : Seinen no isu (青年の椅子?) de Katsumi Nishikawa
- 1962 : Kumo no ue Dangorō ichiza (雲の上団五郎一座?) de Nobuo Aoyagi
- 1962 : Kumo ni mukatte tatsu (雲に向かって起つ?) d'Eisuke Takizawa
- 1962 : La Légende de Zatoïchi : Le Secret (続・座頭市物語, Zoku Zatōichi monogatari?) de Kazuo Mori
- 1962 : Zoku shin akumyō (続・新悪名?) de Tokuzō Tanaka
- 1962 : Sora to umi no kekkon (空と海の結婚?) de Osamu Takahashi (ja)
- 1963 : Kigeki: Tonkatsu ichidai (喜劇 とんかつ一代?) de Yūzō Kawashima
- 1963 : Akai kutsu to rokudenashi (赤い靴とろくでなし?) de Yōichi Ushihara
- 1963 : La Paix de la cuisine (台所太平記, Daidokoro taiheiki?) de Shirō Toyoda
- 1963 : Odoritai yoru (踊りたい夜?) d'Umetsugu Inoue
- 1964 : Gendai kanemōke monogatari (現代金儲け物語?) de Tatsuo Sakai
- 1964 : Jinsei gekijō (人生劇場?) de Toshio Masuda
- 1964 : La Veuve joyeuse (喜劇 陽気な未亡人, Kigeki: Yōkina mibōjin?) de Shirō Toyoda
- 1964 : Peut-on vivre ainsi ? (われ一粒の麦なれど, Ware hitotsubu no mugi naredo?) de Zenzō Matsuyama
- 1965 : Gorotsuki inu (ごろつき犬?) de Tetsutarō Murano
- 1965 : Abare kishidō (あばれ騎士道?) d'Isamu Kosugi
- 1965 : Akumyō nobori (悪名幟?) de Tokuzō Tanaka
- 1965 : Zoku heitai yakuza (続・兵隊やくざ?) de Tokuzō Tanaka
- 1965 : Zeni no toreru otoko (銭のとれる男?) de Tetsutarō Murano
- 1966 : Nemuri Kyōshirō tajōken (眠狂四郎多情剣?) de Akira Inoue (en)
- 1967 : Nani wa naku tomo zen'in shūgō!! (なにはなくとも 全員集合！！?) de Yūsuke Watanabe
- 1968 : Nippon ichi no otoko no naka no otoko (日本一の男の中の男?) de Kengo Furusawa (ja)
- 1968 : Yareba yareruze zen'in shūgō!! (やればやれるぜ 全員集合！！?) de Yūsuke Watanabe
- 1968 : Nemuri Kyōshirō onna jigoku (眠狂四郎女地獄?) de Tokuzō Tanaka : Osono
- 1969 : Kantō onna akumyō (関東おんな悪名?) de Kazuo Mori
- 1969 : Gendai yakuza: Yotamono jingi (現代やくざ 与太者仁義?) de Yasuo Furuhata

## Théâtre
En janvier 2017, le théâtre Mitsukoshi de Nihonbashi, à Tokyo, rejoue la mise en scène originale d'un roman publié, en 1966, par l'écrivaine japonaise Sawako Ariyoshi : « L'Épouse de Hanaoka Seishū » ou Kae ou les deux rivales. Dans le rôle de la mère de Hanaoka Seishū, un médecin de l'époque d'Edo (1603-1868), Yaeko Mizutani affronte sa belle-fille Kae, jouée par l'acteur de kabuki Ichikawa Shun'en II, spécialisé dans les rôles d'onnagata.

## Récompenses et distinctions
- 2001 : Médaille au ruban pourpre